# Sztormarn

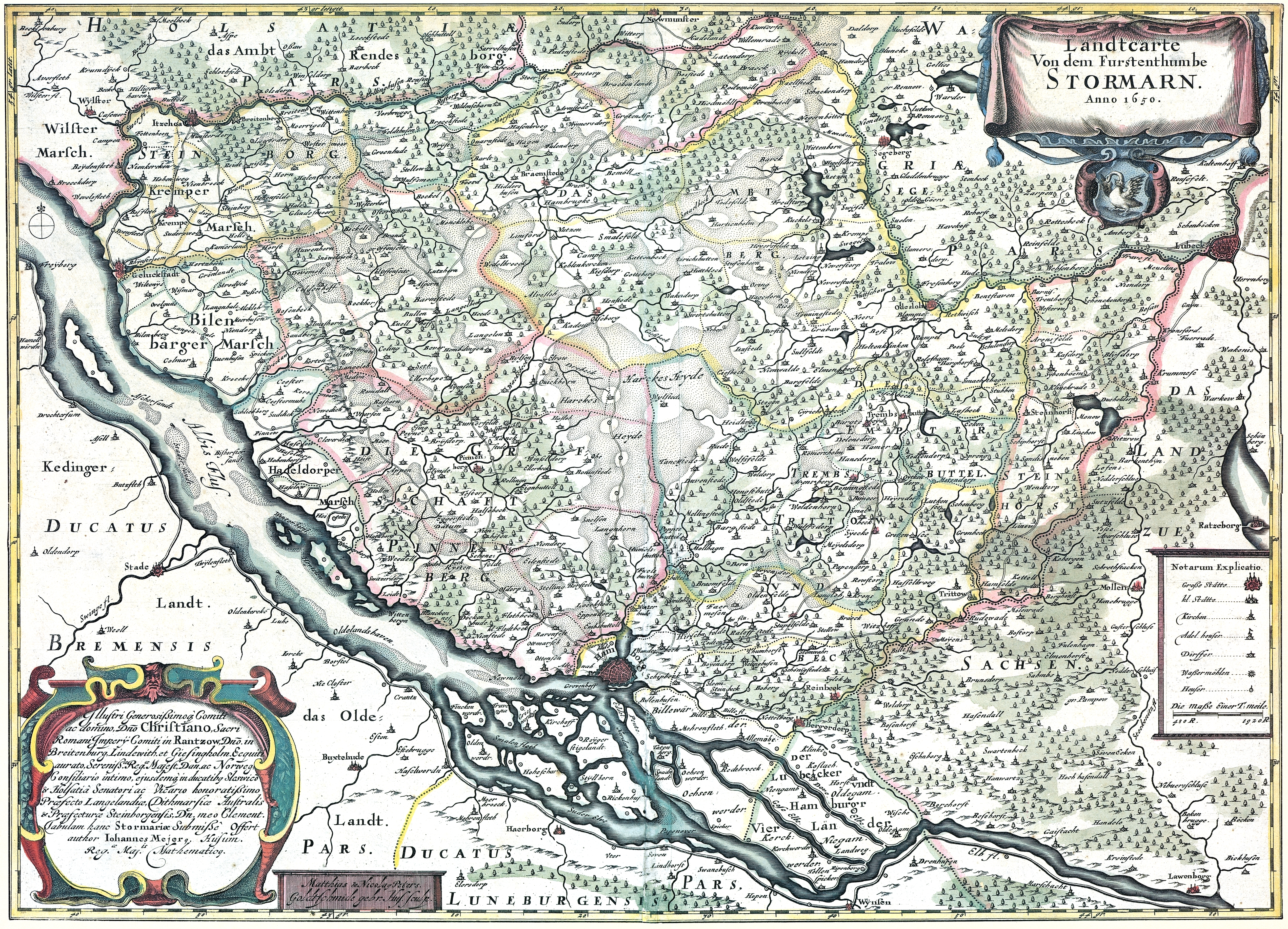
Sztormarn w granicach z 1650

Sztormarn (niem. Stormarn) – historyczna kraina niemiecka położona na północ od Łaby na południu obecnego kraju związkowego Szlezwik-Holsztyn zamieszkana w średniowieczu przez plemiona północnych Sasów (Nordalbingów), i częściowo przez słowiańskich Obodrytów.
Sztormarn był jednym z trzech obok Holsztynu i Ditmarszu gauów zamieszkanych przez Nordalbingów. 
Terytorium tego kraju obejmowało dzisiejsze powiaty Stormarn, Pinneberg, część powiatów Steinburg i Segeberg oraz Hamburg (obecnie część Hamburga po północnej stronie Łaby).
Szturmarowie (zamieszkujący Sztormarn) pojawiają się w Historii archidiecezji hamburskiej Adama z Bremy z XI wieku jako jedno z plemion saskich Stormani.